# エスメラルダ・モレノ
エスメラルダ・グティエレス・モレノ（Esmeralda Gutiérrez Moreno、1987年7月7日 - ）は、メキシコのプロボクサー。メヒコ州チマルワカン出身。WBC世界ライトフライ級女子王者。

## 来歴
2005年4月20日、メキシコシティでクララ・ペレスとデビュー戦を行い、3-0の判定勝ちを収めデビュー戦を白星で飾った。
2006年6月7日、ネサワルコヨトルでマイェラ・ペレスと対戦し、プロ初のKO勝ちとなる6回TKO勝ちを収めた。
2007年3月30日、テピクでスザンナ・バスケスとメキシコ女子バンタム級王座決定戦を行い、プロ初黒星となる0-2の判定負けを喫し王座獲得に失敗した。
2007年8月2日、メキシコシティでイベス・サモラとノンタイトル6回戦を行い、1-2の判定負けを喫した。
2007年9月14日、テピクでマガリー・アバロスとメキシコ女子バンタム級暫定王座決定戦を行い、8回TKO勝ちを収め王座獲得に成功、再起を果たした。
2007年11月30日、初の海外戦としてドイツ・カールスルーエでGBU女子世界スーパーフライ級王者アレシア・グラフと対戦し、10回0-3の判定負けを喫し王座獲得に失敗した。
2008年2月23日、サン・クリストバル・ウイチョチトランでイベス・サモラとメキシコ女子フライ級暫定王座決定戦を行い、2-0の判定勝ちを収め6ヵ月ぶりの再戦で雪辱を果たすと共にメキシコ女子王座の2階級制覇に成功した。
2008年8月30日、モンテレイのモンテレー・アリーナでアナ・マリア・トーレスとWBC女子世界スーパーフライ級暫定王座決定戦を行い、10回0-3の判定負けを喫し王座獲得に失敗した。
2008年11月29日、メキシコシティのアレナ・メヒコでWBC女子インターナショナルフライ級王者マリアナ・フアレスと対戦し、10回0-3判定負けを喫し王座獲得に失敗した。
2009年6月27日、テスココでアナヒ・トーレスとメキシコ女子ライトフライ級暫定王座決定戦を行い、3-0の判定勝ちを収め王座獲得に成功した。
2009年8月23日、メキシコシティでスザンナ・モラレスと対戦し、初回KO勝ちを収め初防衛に成功した。
2009年10月24日、モレリアでマイェラ・ペレスとWBC女子世界ミニマム級ユース王座決定戦を行い、3-0の判定勝ちを収め王座獲得に成功した。
2010年2月13日、ネサワルコヨトルでカロリーナ・モンテネグロとWBC女子世界ライトフライ級ユース王座決定戦を行い、4回KO勝ちを収めユース2階級制覇に成功した。
2010年3月12日、ベルティノーロでWBC女子世界ライトフライ級王者シモーナ・ガラッシと対戦し、0-3判定負けを喫し王座獲得に失敗した。
2010年5月15日、メヒコ州チコロアパンでアビゲイル・ビラーと対戦し、6回TKO勝ちを収めユース王座初防衛に成功した。
2010年7月3日、メキシコシティでジェセニア・マルティネス・カストレホンと対戦し、9回1分8秒TKO勝ちを収めユース王座2度目の防衛に成功した。
2010年8月7日、アレナ・メヒコでマルセラ・キンテロと対戦し、10回1分2秒TKO勝ちを収めユース王座3度目の防衛に成功した。
2010年12月11日、メキシコシティでリンダ・サンチェスと対戦し、2-1の判定勝ちを収めユース王座4度目の防衛に成功した。
2011年2月19日、メキシコシティでWBC女子世界ライトフライ級シルバー王座決定戦をジェシカ・チャベスと対戦し、3-0の判定勝ちを収めメキシコ暫定王座2度目の防衛とWBCシルバー王座の獲得に成功した。
2011年4月23日、テスココでマリベル・ラミレスと対戦し、3-0の判定勝ちを収め初防衛に成功した。
2011年7月2日、サン・ルイス・ポトシでマリア・サリナスと対戦し、3-0の判定勝ちを収め2度目の防衛に成功した。
2011年8月27日、ウアマントゥラでリンダ・サンチェスと対戦し、7回2分59秒TKO勝ちを収め3度目の防衛に成功した。
2012年1月7日、トラルネパントラ・デ・バスでジェセニア・マルティネス・カストレホンと対戦し、3-0の判定勝ちを収め4度目の防衛に成功した。
2012年5月17日、モレリアでグアダルーペ・バウティスタと対戦し、3-0の判定勝ちを5度目の防衛に成功した。
2012年6月23日、プエブラのヒムナシオ・ミゲル・イダルゴでWBC女子世界ライトフライ級王者富樫直美と対戦し、3-0判定勝ちを収め初の世界王座獲得に成功した。
2012年11月3日、ミチョアカン州サモラ・デ・イダルゴでマルセラ・キンテロと対戦し、3-0の判定勝ちを収めW初防衛に成功した。
2013年1月14日、妊娠した為WBCから休養王座認定を受けた。
2013年11月2日、ケレタロでカリーナ・エルナンデスと復帰戦を行い、引き分けた。
2014年2月1日、メキシコシティのフォロ・ポランコでマリベル・ラミレスと対戦し、1-2の判定負けを喫した。
2014年5月10日、モンテレイのアレナ・ソリダリダーでマリア・グアダルーペ・エスキベル・サモラと対戦し、3-0の判定勝ちを収め再起を果たした。
2014年6月28日、イダルゴ州エパソユカンでロレーナ・メンドーサと対戦し、3-0の判定勝ちを収めた。
2014年8月9日、ケレタロでリンダ・コントレラスと対戦し、3-0の判定勝ちを収めた。
2014年11月29日、サン・ミゲル・デ・アジェンデでイザベル・ミランと対戦し、3-0の判定勝ちを収めた。
2015年2月21日、エパソユカンでロレーナ・メンドーサと対戦し、3-0の判定勝ちを収めた。
2015年6月27日、グアダラハラでIBF女子世界ライトフライ級王者柴田直子と対戦する予定だったが、現地プロモーターの都合により7月中旬ごろに延期され、結局プロモーターの資金不足が理由で中止になった。
2015年9月5日、メヒコ州メテペクでWBC女子世界ライトフライ級王者イベス・サモラと対戦し、10回判定負けで王座の獲得に失敗した。
2016年7月23日、カンクンでWBC女子世界フライ級王者ジェシカ・チャベスと再戦し、10回判定負けで2階級制覇に失敗した。
2017年4月22日、メヒコ州メテペクでWBC女子世界ライトフライ級王者イベス・サモラと対戦し、10回判定勝ちで王座の奪還に成功した。
2017年9月30日、メヒコ州エカテペックでWBC女子世界フライ級王者ジェシカ・チャベスと3度目の再戦し、10回判定負けで2階級制覇に失敗した。
2018年5月19日、イェセニア・ゴメス相手にWBC女子世界ライトフライ級王座の初防衛戦を行い、10回判定引き分けで初防衛に成功。
2018年9月22日、イェセニア・ゴメスとダイレクトリマッチとして対戦するが、0-2判定で敗れ王座陥落。
2019年11月23日、Diana Laura Fernandezが持つWBC女子ラテンスーパーフライ級王座に挑戦するが、0-3判定で敗れ王座獲得ならず。

## 獲得タイトル
- メキシコ女子バンタム級暫定王座
- メキシコ女子フライ級暫定王座
- メキシコ女子ライトフライ級暫定王座
- WBC女子世界ミニフライ級ユース王座
- WBC女子世界ライトフライ級ユース王座
- WBC女子世界ライトフライ級シルバー王座
- WBC女子世界ライトフライ級王座（2012年6月23日 - 2013年1月14日：防衛1=休養）
- WBC女子世界ライトフライ級王座（2017年4月22日 - 2018年9月22日：防衛1=陥落）
- IBO女子世界スーパーフライ級王座